# Федерация настольного хоккея Латвии

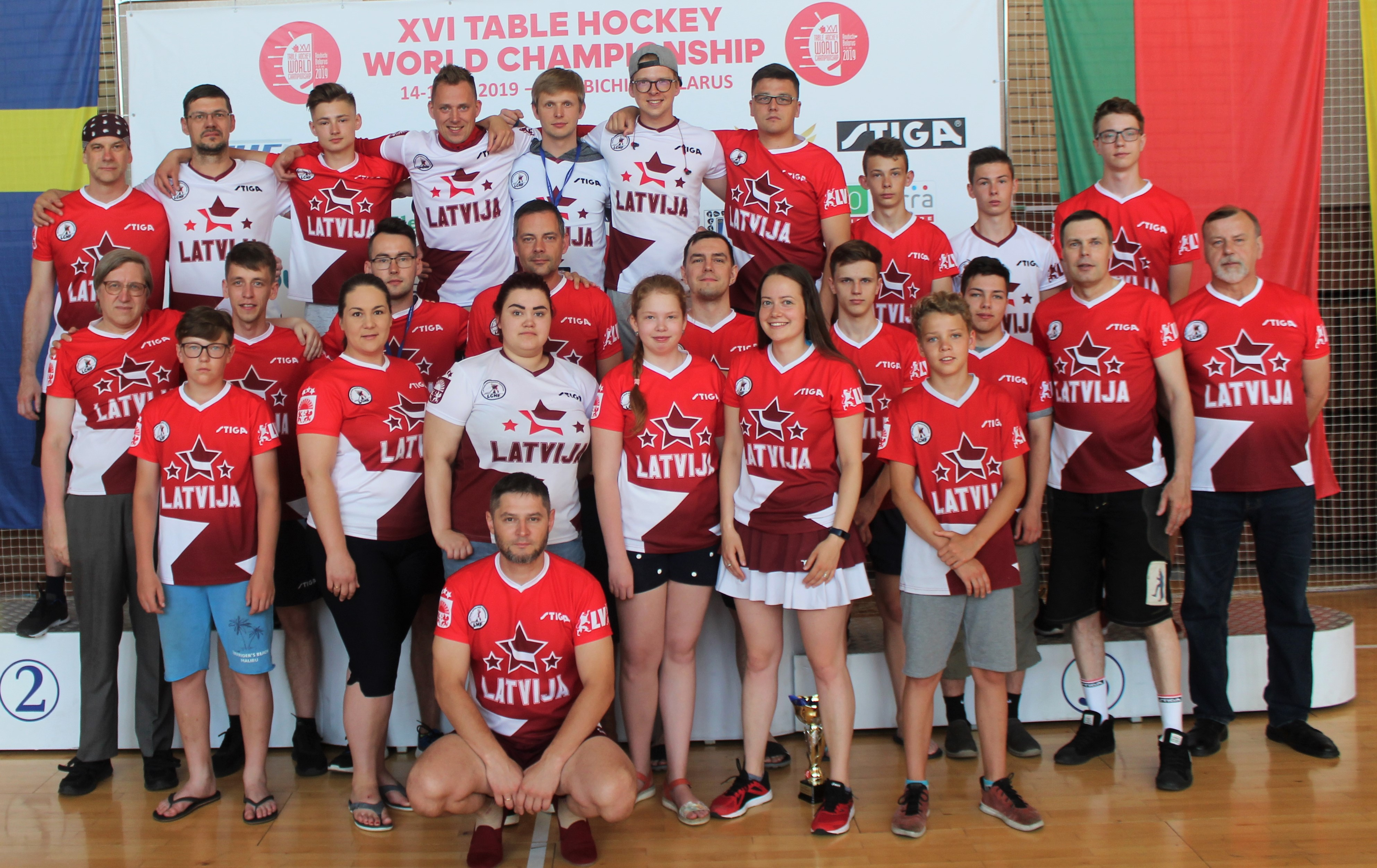
Латвийская сборная на чемпионате мира в Раубичах (Белоруссия), 2019 год

Федерация настольного хоккея Латвии (латыш. Latvijas Galda hokeja federācija; LGHF) является основной организацией, ответственной за настольный хоккей в Латвии. Она входит в систему признанных государством латвийских спортивных федераций, участвует в организации чемпионата Латвии и Кубка Латвии, а также организует соревнования международного уровня в Латвии — ежегодные Кубок Риги и «Latvia Open», несколько раз проводила чемпионаты мира и Европы, формирует латвийскую национальную сборную по этому виду спорта. Штаб-квартира расположена в Риге. Латвийская сборная является одной из ведущих в мире в этом виде спорта, обычно входя в тройку призёров на мировых и европейских чемпионатах.

## История и деятельность

### В неофициальном статусе
ФНХ Латвии была учреждена Рижским клубом настольного хоккея (RGHK) и спортивным клубом Рижского технического университета летом 2000 года и зарегистрирована как неправительственная организация 3 августа 2000 года, в том же году переняв у RGHK проведение крупнейшего соревнования — Кубка Риги. Уже в первый год Кубок привлёк почти 200 участников, что сразу сделало турнир одним из самых посещаемых в мире, каковым он остаётся и сейчас.
В июне 2005 года ФНХ Латвии организовала чемпионат мира в Риге с игроками из 23 стран.
В декабре 2005 года ФНХ Латвии согласно решению Министерства финансов был присвоен статус организации общественной пользы. 16 марта 2006 года Латвийский Национальный совет по спорту признал настольный хоккей видом спорта и подтвердил право LGHF руководить и координировать его в Латвии, проводить латвийские и международные чемпионаты, чем она ранее занималась неофициально. Также при этом было подтверждено право ФНХ Латвии представлять страну в Международной федерации настольного хоккея (ITHF). 6 сентября 2006 года ФНХ Латвии была принята в Латвийский совет спортивных федераций (LSFP).

### В официальном статусе
С 2006 года ФНХ Латвии организовала три чемпионата Европы и командный чемпионат мира среди клубов в Латвии, и ею совместно с клубами ежегодно проводится 7-9 латвийских и международных соревнований, а также бесплатный массовый турнир по настольному хоккею для школьников, в котором в 2018 году участвовало более 700 детей. Каждый год она определяет состав национальной сборной и организовывает ей поездки на чемпионаты мира или Европы, а также часто спонсирует хороших игроков для участия в этапах Мирового тура за рубежом.
ФНХ Латвии принимала и принимает участие в различных массовых спортивных и развлекательных мероприятиях в Риге и Латвии со своим персоналом и инвентарём, таких как Ночь спорта, игры рижской команды ледового хоккея «Динамо» и детские летние лагеря.
В сотрудничестве с Латвийским паралимпийским комитетом она предоставляет возможности для тренировок людям с ограниченной подвижностью и поощряет лучших игроков любительской лиги настольного хоккея.
ФНХ Латвии состоит из правления и членов — юридически зарегистрированных и активных в настольном хоккее организаций. Правление ФНХ Латвии состоит из 7 человек, избирается членами и возглавляется Р. Блументалем. Бюджет организации составляет около 25 000 евро в год, при этом самые большие доходы поступают от сотрудничества со спортивными руководящими организациями, государством и самоуправлениями, а самые больших расходов требуют организация соревнований и детского спортивного мероприятия «Sarauj!» и финансирование выездов сборной.